# Feu de forêt expérimental

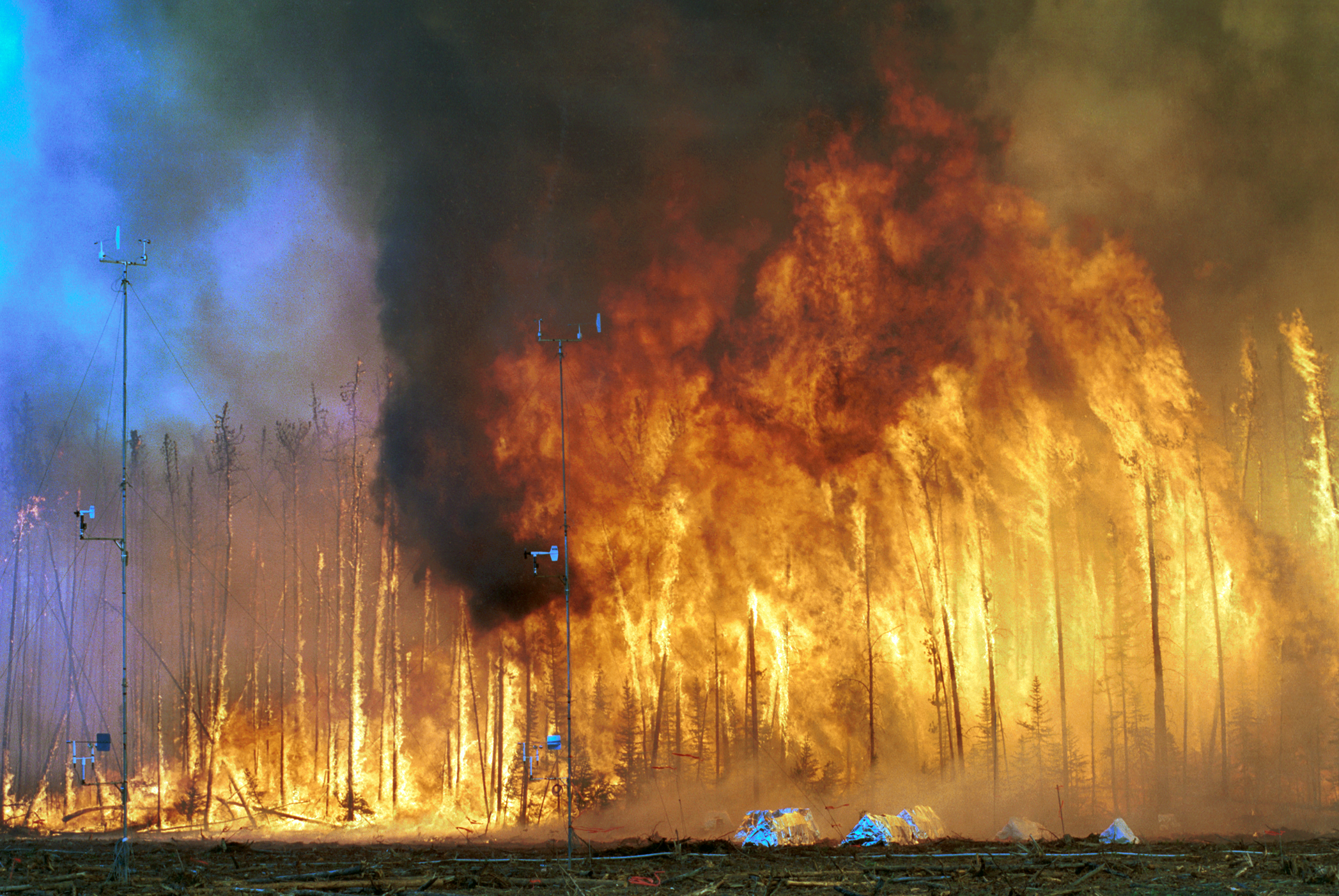
Un feu de forêt expérimental au Canada

Un feu de forêt expérimental est un feu de forêt préparé pour que son déroulement permette l'étude de la capacité des feux de forêt à mettre le feu aux maisons voisines par la chaleur directe des flammes.